# Laiküla
Laiküla (Duits: Layküll) is een plaats in de Estlandse gemeente Lääne-Nigula, provincie Läänemaa. De plaats heeft de status van dorp (Estisch: küla).
Tot in oktober 2017 lag Laiküla in de gemeente Martna. In die maand werd Martna bij de fusiegemeente Lääne-Nigula gevoegd.

## Bevolking
Het dorp had 23 inwoners op 31 december 2011 en 17 inwoners op 31 december 2021.

## Ligging
Op het grondgebied van Laikülka komt de Tugimaantee 31, de secundaire weg van Haapsalu naar Laiküla, uit op de Põhimaantee 10, de hoofdweg van Risti via Virtsu en Muhu naar Kuressaare.
De rivier Liivi vormt de westgrens van het dorp en komt bij de zuidelijkste punt van het dorp uit op de rivier Kasari.

## Geschiedenis
In een middeleeuws document wordt een dorp Laukuta genoemd, maar dat is vermoedelijk niet Laiküla. De eerste vermelding was in 1528 onder de naam Latenkull. In 1582 werd het dorp Laytekülla genoemd en in 1688 Laikull. Toen was het dorp het centrum van een landgoed. In 1864 kwam het landgoed in handen van de familie Edler von Rennenkampff, die ook de eigenaar was van het landgoed Groß-Ruhde. Layküll werd nu een ‘semi-landgoed’ (Duits: Beigut, Estisch: poolmõis), een landgoed dat deel uitmaakt van een groter landgoed, in dit geval Groß-Ruhde. Karl Edler von Rennenkampff was de laatste eigenaar voordat Layküll en Groß-Ruhde in 1919 door het onafhankelijk geworden Estland werden onteigend en opgesplitst in kleine boerderijen. Suure-Rõude, het dorp waar het bestuurscentrum van het landgoed stond, ging in 1977 op in Rõude.
Het voormalige landhuis van het landgoed Layküll, een gebouw van één woonlaag, dateert uit de eerste helft van de 19e eeuw. Het is in particuliere handen.